# Physoceras
Physoceras es un género de orquídeas perteneciente a la subfamilia Orchidoideae.

## Especies dePhysoceras
A continuación se brinda un listado de las especies del género Physoceras aceptadas hasta mayo de 2011, ordenadas alfabéticamente. Para cada una se indica el nombre binomial seguido del autor, abreviado según las convenciones y usos y la publicación válida.
1. Physoceras australe Boiteau, Bull. Trimestriel Acad. Malgache, n.s., 24: 88 (1942).
2. Physoceras bellum Schltr., Repert. Spec. Nov. Regni Veg. Beih. 33: 79 (1924).
3. Physoceras betsomangense Bosser, Adansonia, n.s., 20: 258 (1980).
4. Physoceras bifurcum H.Perrier, Mém. Inst. Sci. Madagascar, Sér. B, Biol. Vég. 6: 254 (1955).
5. Physoceras boryanum (A.Rich.) Bosser, Adansonia, n.s., 20: 257 (1980).
6. Physoceras epiphyticum Schltr., Repert. Spec. Nov. Regni Veg. Beih. 33: 80 (1924).
7. Physoceras lageniferum H.Perrier, Mém. Inst. Sci. Madagascar, Sér. B, Biol. Vég. 6: 254 (1955).
8. Physoceras mesophyllum (Schltr.) Schltr., Repert. Spec. Nov. Regni Veg. Beih. 33: 82 (1924).
9. Physoceras perrieri Schltr., Repert. Spec. Nov. Regni Veg. Beih. 33: 82 (1924).
10. Physoceras rotundifolium H.Perrier, Notul. Syst. (Paris) 14: 144 (1951).
11. Physoceras violaceum Schltr., Repert. Spec. Nov. Regni Veg. Beih. 33: 83 (1924).